# Typhlatya rogersi
Typhlatya rogersi is een garnalensoort uit de familie van de Atyidae. De wetenschappelijke naam van de soort is voor het eerst geldig gepubliceerd in 1972 door Chace & Manning.